# فنود
فنود یک روستا در ایران است که در دهستان مود واقع شده‌است. فنود ۳۲۷ نفر جمعیت دارد.